# Jürgen Schwarze
Jürgen Schwarze (* 9. Juli 1944 in Bielefeld; † 24. Mai 2024) war ein deutscher Jurist, ordentlicher Professor für deutsches und ausländisches öffentliches Recht, Europa- und Völkerrecht an der Universität Freiburg im Breisgau. Er war Prozessvertreter in Verfahren vor den EU-Gerichten sowie wirtschafts- und europarechtlicher Gutachter.

## Leben
Schwarze promovierte 1969 an der Universität Freiburg zum Dr. iur. Er war wissenschaftlicher Assistent bei Werner von Simson am Institut für Öffentliches Recht in Freiburg. 1976 wurde er dort für Öffentliches Recht und Europarecht habilitiert. Nach Lehrstuhlvertretungen an den Universitäten München und Heidelberg wurde er 1978 auf eine Professur für öffentliches Recht an der Universität Bochum berufen. Von 1980 bis 1989 war er ordentlicher Professor für öffentliches Recht unter besonderer Berücksichtigung des Europäischen Gemeinschaftsrechts an der Universität Hamburg und Direktor der Abteilung Europäisches Gemeinschaftsrecht sowie des Instituts für Integrationsforschung der Stiftung Europa-Kolleg. Darüber hinaus war er von 1985 bis 1989 Professor am Europäischen Hochschulinstitut in Florenz und dort Direktor der European Policy Unit. 1989 folgte der Ruf an die Universität Freiburg.
Schwarze war Direktor des Europa-Instituts Freiburg e.V. Er war Vorstandsmitglied der Wissenschaftlichen Gesellschaft für Europarecht und der FIDE (Fédération Internationale pour le droit européen) sowie deren früherer Präsident (1994–1996). Er war langjährig Vorsitzender der Wissenschaftlichen Gesellschaft für Europarecht und der deutschen Gesellschaft für Rechtsvergleichung. Für die Gesellschaft für Rechtsvergleichung war er als stellvertretender Vorsitzender tätig.
Er war Ehrendoktor der Universität Athen und der Leuphana Universität Lüneburg sowie Honorary Bencher of the Inner Temple, London.

## Ehrungen
- 2007: Bundesverdienstkreuz (1. Klasse)

## Bibliographie (Auswahl)
- Europarecht – Strukturen, Dimensionen und Wandlungen des Rechts der Europäischen Union, Nomos Verlag, Baden-Baden 2012, 1151 S.
- Europäisches Verwaltungsrecht, Entstehung und Entwicklung im Rahmen der Europäischen Gemeinschaft, 2. erweiterte Auflage, Nomos Verlag, Baden-Baden 2005, 1500 S.
  - European Administrative Law, Revised 1st edition, Thomson/Sweet & Maxwell, London 2006
  - Droit administratif européen, 2ème édition complétée, Bruylant, Brüssel 2009
- Europäisches Wirtschaftsrecht, Grundlagen, Gestaltungsformen, Grenzen, Nomos Verlag, Baden-Baden 2007
- EU-Kommentar (Hrsg. zusammen mit Ulrich Becker, Armin Hatje, Johann Schoo), 3. Aufl., Nomos Verlag, Baden-Baden 2012
- Europäisches Unionsrecht, Vierbändiger Kommentar – von der Groeben (Hrsg. zusammen mit Armin Hatje), 7. Aufl., Nomos Verlag, Baden-Baden 2015
- Das Verhältnis von nationalem Recht und Europarecht im Wandel der Zeit (Hrsg.), Band I, Nomos Verlag, Baden-Baden 2012
- Das Verhältnis von nationalem Recht und Europarecht im Wandel der Zeit, Band II, Nomos Verlag, Baden-Baden 2013
- Zukunftsaussichten für das Europäische Öffentliche Recht, Analyse im Lichte der jüngeren Rechtsentwicklung in den Mitgliedstaaten und der Europäischen Union, Nomos Verlag, Baden-Baden 2010
- Der Verfassungsentwurf des Europäischen Konvents – Verfassungsrechtliche Grundstrukturen und wirtschaftsverfassungsrechtliches Konzept (Hrsg.), Nomos Verlag, Baden-Baden 2004